# Ordovicij
| Ordovicij pred 485.4–443.8 milijoni let PreЄ Є O S D C P T J K Pg N | |
| Srednja vrednost atmosferskega O 2 skozi obdobje | ok. 13.5 prost. % (68 % sedanje vrednosti)                                                              |
| Srednja vrednost atmosferskega CO 2 skozi obdobje | ok. 4200 ppm (15 krat pred industrijske vrednosti)                                                      |
| Srednja površinska temperatura skozi obsobje | ok. 16 °C (2 °C nad sedanjo vrednostjo)                                                                 |
| Višina gladine (nad sedanjo) | 180 m; skozi karadokij se vzpenja do 220 m in skozi poledenitve na koncu ordovicija strmo pada na 140 m |
| Epohe ordovicija-485 —–-480 —–-475 —–-470 —–-465 —–-460 —–-455 —–-450 —–-445 —– P a l e o z o i k KambrijO r d o v i c i jSilurZ g o d n j iS r e d n j iP<br/o z n iTremadocijFloijDapingijDarriwilijSandbijKatijHirnantij Epohe ordovicija. Lestvica: pred milijoni let. | |

Ordovícij je druga perioda paleozoika, za kambrijem, ki se je končal pred 490 milijoni let in pred silurjem, ki se je začel pred 438 milijoni let.
Živali so živele le v morju; značilne so alge, iz katerih so nastali grebeni, ter prve ribe. Perioda je dobila ime po Ordovicih, starodavnemu ljudstvu iz Walesa, ker so sistem kamnin, nastalih v ordoviciju, najprej proučevali v Walesu.

## Delitev ordovicija
Sodobni geologi delijo ordovicij v tri stratigrafsko ločena obdobja in sicer: 
Zgornji ordovicij- (od 460- do pred 443 milijonov let), s poimenovanjem po najdiščih,
- Asphillij,
- Karadokij,

Srednji ordovicij- (od 470- do pred 460 milijonov let), s poimenovanjem po najdiščih,
- Llanvirnij,
- Abereiddij,
- Llandeillij,

Spodnji ordovicij- (od 490- do pred 470 milijonov let), s poimenovanjem po najdiščih,
- Arenigij,
- Tremandocij.

Celotno obdobje ordovicija je trajalo cca. 44,6 milijonov let, konec tega obdobja pa je že zaznamovalo veliko izumiranje živalstva v morjih na Zemlji.

## Klima in živalstvo
Klima je bila vso dobo ordovicija mila- oceanska. Organizmi v vodi so dobili prvič apnenčaste lupine. V tej dobi živi veliko graptolitov, ramenonožcev, trilobitov, glavonožcev, mahovnjakov, morskih ježkov. Prvič se tudi pojavijo morske lilije, korale, foraminifere, radiolarije in sifoneje. Ta doba je trajala približno 80 milijonov let v njej se pojavijo prve ribe.